# Les Vies des meilleurs peintres, sculpteurs et architectes
Les Vies des meilleurs peintres, sculpteurs et architectes (titre original de la première édition en italien : Le Vite de' più eccellenti architetti, pittori et scultori italiani, da Cimabue infino a' tempi nostri), couramment abrégé en Le Vite ou Les Vies, est un ouvrage écrit en toscan au milieu du XVIe siècle par Giorgio Vasari et consacré à plus de 200 artistes de la fin du XIIIe siècle à l'époque contemporaine, dont beaucoup de Florentins. Paru initialement en 1550 à Florence, puis, largement remanié, en 1568, il est considéré comme un des textes fondateurs de l'histoire de l'art : il s'agit en effet de la première histoire générale de l'art moderne produite en Europe.

## Contexte
La publication de l'ouvrage s'inscrit dans un programme médicéen visant à mettre en valeur les gloires toscanes, inauguré par la fondation en 1541 de l'Academia Florentina, dont l'activité consiste à démontrer que la poésie moderne est d'origine toscane. Les Vies de Vasari doivent établir la primauté de l'art toscan, et plus encore, florentin. L'orgueil local et l'esprit partisan sont ainsi à la base même de l'entreprise.

## Éditions originales
La première édition est publiée par Vasari en 1550, sous le titre Le Vite de' più eccellenti architetti, pittori et scultori italiani, da Cimabue infino a' tempi nostri: descritte in lingua Toscana, da Giorgio Vasari, pittore aretino. Con una sua utile & necessaria introduzione a le arti loro. Elle comprend deux tomes :
- dans le premier tome, une introduction contient de longues considérations sur l'architecture, la sculpture et la peinture ; la partie 1 comprend les Vies de Cimabue à Lorenzo di Bicci et la partie 2 les Vies de Jacopo della Quercia au Pérugin ;
- dans le second tome, la partie 3 contient les Vies de Léonard de Vinci à Michel-Ange ainsi qu'une table des matières et des lieux.

En 1568, Vasari fait paraître une seconde version mise à jour et augmentée de nouvelles biographies et de portraits des artistes, désormais intitulée Le Vite de' più eccellenti Pittori, Scultori, e Architettori, Scritte, e di nuovo Ampliate da M. Giorgio Vasari Pit. e Archit. Aretino. À la suite de la page de titre, l'édition 1568 a ajouté un motto (paraphrase de Virgile Enéide VIII, vv. 470-471) : "Hac sospite nunquam | Hos periisse viros, victos | Aut morte fatebor.", ce qui signifie: "Celle-ci [cette oeuvre littéraire de Giorgio Vasari] existante [littéralement: ayant été sauvée, étant sauve (adjectif sospes, pitis, à l'ablatif absolu)], jamais je ne reconnaîtrai que ces hommes [les artistes dont la vie est racontée dans le livre] ont péri ou ont été vaincus par la mort."
Les Vies sont réparties en trois parties avec les mêmes limites chronologiques que dans la première édition ; toutefois la troisième partie occupe deux volumes. La Vie de Michel-Ange occupe 82 pages à elle seule.

## Contenu
L'ouvrage est divisé en trois parties faisant suite à un préambule (Proemio). 
Vasari décrit en détail la vie, les œuvres et les choix stylistiques des artistes, raconte leurs excentricités, reprend des anecdotes et des légendes en y ajoutant des commentaires personnels,,,, pour chacun des artistes, en une métaphore architecturale, de l'enfance à la maturité et à la mort, entre commencements et achèvements, dans une perspective non seulement historique mais aussi mythographique. De nombreux récits constituent en effet de pures inventions poétiques[source insuffisante]. Dans sa première édition, Vasari inclut 142 hommes et une seule femme, Properzia de’ Rossi,. Dans sa seconde édition, il ajoute à la fin de la biographie de Rossi de brèves mentions de Plautilla Nelli, Lucrezia Quistelli della Mirandola (en) et Sofonisba Anguissola.
À une époque sans réelle classification ni hiérarchisation de diverses périodes artistiques de la part des historiens d'art, les critiques modernes y voient, malgré tout, « une ligne progressive fortement structurée » (comme Venturi, Schlosser, Chastel, Recht, Ferroni et Giorgio Patrizi), plus qu'« une juxtaposition fragmentaire de biographies » (comme Giuseppe Toffanin).
De nombreux artistes sont présentés avec leur portrait gravé, donc beaucoup ont été exécutés par « Maestro Coriolano », Cristoforo Coriolano.
La répartition suivante correspond à l'édition de 1568 et respecte les dénominations et orthographes, en italien, des noms choisies par Vasari dans son ouvrage, qui peuvent donc être différentes de celles sous lesquelles ces artistes sont communément connus en français (par exemple : Pietro Perugino au lieu du Pérugin ou Vittore Scarpaccia au lieu de Carpaccio).

### Préambule
- Dédicaces (Dedica del 1550 al Duca Cosimo De' Medici)
- Introduction aux trois arts du dessin : architecture, sculpture et peinture

### Première partie
- Cimabue, peintre florentin
- Arnolfo di Cambio (Arnolfo di Lapo), architecte florentin
- Nicola et Giovanni Pisano, sculpteurs et architectes
- Andrea Tafi, peintre florentin
- Gaddo Gaddi, peintre florentin
- Margaritone, peintre, sculpteur et architecte arétin
- Giotto, peintre, sculpteur et architecte
- Agostino et Agnolo da Siena, sculpteur et architecte siennois
- Sassetta (Stefano), peintre florentin et Ugolino di Nerio(Ugolino Sanese)
- Pietro Lorenzetti (Pietro Laurati), peintre siennois
- Andrea Pisano, sculpteur et architecte
- Buonamico Buffalmacco, peintre florentin
- Ambrogio Lorenzetti, peintre siennois
- Pietro Cavallini peintre romain
- Simone Martini (Simone sanese), peintre
- Taddeo Gaddi, peintre florentin
- Andrea Orcagna (Andrea di Cione Orgagna), peintre, sculpteur et architecte florentin
- Giottino (Tommaso Fiorentino, dette Giottino), peintre florentin
- Giovanni da Ponte, peintre florentin
- Agnolo Gaddi, peintre florentin
- Barna da Siena (Berna Sanese), peintre
- Duccio, peintre siennois
- Antonio Viniziano, peintre
- Iacopo di Casentino, peintre
- Spinello Aretino, peintre
- Gherardo Starnina, peintre
- Lippo, peintre florentin
- Lorenzo Monaco (Don Lorenzo Monaco degli Angeli), peintre
- Taddeo di Bartolo, peintre
- Lorenzo di Bicci, peintre

### Deuxième partie
- Jacopo della Quercia, sculpteur siennois
- Nicolò Aretino, sculpteur
- Dello, peintre à Florence et en Espagne
- Nani d'Antonio di Banco, sculpteur
- Luca della Robbia, sculpteur
- Paolo Uccello, peintre florentin
- Lorenzo Ghiberti, sculpteur
- Masolino, peintre
- Parri Spinelli, peintre arétin
- Masaccio da S. Giovanni di Valdarno, peintre
- Filippo Brunelleschi, sculpteur et architecte
- Donatello (Donato), sculpteur florentin
- Michelozzo Michelozzi, sculpteur et architecte florentin
- Antonio Filarete et Simone Filarete, sculpteurs florentins
- Giuliano da Maiano, sculpteur et architecte
- Piero della Francesca, peintre de Borgo a San Sepolcro
- Fra Angelico (Fra Giovanni da Fiesole)
- Leon Battista Alberti, architecte florentin
- Lazaro Vasari Aretino, peintre
- Antonello da Messina, peintre
- Alesso Baldovinetti, peintre florentin
- Vellano da Padova, sculpteur
- Fra Filippo Lippi, peintre florentin
- Paulo Romano et Maestro Mino, sculpteurs et Chimenti Camicia, architecte
- Andrea del Castagno di Mugello et Domenico Viniziano, peintres
- Gentile da Fabriano et Vittore Pisanello, peintres véronais
- Pesello pour Francesco di Pesello en ayant, semble-t-il, combiné les éléments des vies de Giuliano Pesello (1367 - 1446), et de son gendre Stefano di Francesco (mort en 1427), peintres florentins
- Benozzo, peintre florentin
- Francesco di Giorgio, sculpteur et architecte et Lorenzo Vecchietto, sculpteur et peintre, siennois
- Antonio Rossellino, sculpteur, et Bernardo Rossellino
- Desiderio da Settignano, sculpteur
- Mino da Fiesole, sculpteur
- Lorenzo Costa, peintre ferrarais
- Ercole Ferrarese, peintre
- Iacopo, Giovanni et Gentile Bellini, peintres vénitiens
- Cosimo Rosselli, peintre florentin
- Cecca, ingénieur florentin
- Bartolomeo della Gatta (Don Bartolomeo Abbate di S. Clemente), miniaturiste et peintre
- Gherardo, miniaturiste florentin
- Domenico Ghirlandaio, peintre florentin
- Antonio et Piero Pollaiuoli, sculpteurs florentins
- Sandro Botticelli, peintre
- Benedetto da Maiano, sculpteur et architecte
- Andrea Verrocchio, peintre, sculpteur et architecte
- Andrea Mantegna, peintre mantouan
- Filippino Lippi, peintre florentin
- Bernardino Pinturicchio, peintre pérugin
- Francesco Francia Bolognese, orfèvre et peintre
- Le Pérugin (Pietro Perugino), peintre
- Vittore Carpaccio (Vittore Scarpaccia) et autres peintres vénitiens et lombards
- Iacopo dit l'Indaco, peintre
- Luca Signorelli de Cortone, peintre

### Troisième partie
- Leonardo da Vinci, peintre et sculpteur florentin
- Giorgione da Castelfranco, peintre vénitien
- Antonio da Correggio, peintre émilien
- Piero di Cosimo, peintre florentin
- Bramante da Urbino architecte marchisan
- Fra Bartolomeo di San Marco, peintre florentin
- Mariotto Albertinelli, peintre florentin
- Raffaellino del Garbo, peintre florentin
- Torrigiano, sculpteur florentin
- Giuliano da Sangallo et Antonio da Sangallo, architectes florentins
- Raffaello da Urbino, peintre et architecte marchisan
- Guglielmo da Marcilla, peintre et vitrailliste français
- Il Cronaca ou Simone del Pollaiolo, architecte florentin
- Domenico Puligo, peintre florentin
- Andrea da Fiesole, sculpteur et autres de Fiesole
- Vincenzo da San Gimignano et Timoteo da Urbino peintres toscan et marchisan
- Andrea dal Monte Sansovino, sculpteur toscan
- Benedetto da Rovezzano, sculpteur toscan
- Baccio da Montelupo, sculpteur toscan et Raffaello da Montelupo, son fils
- Lorenzo di Credi, peintre florentin
- Lorenzetto, sculpteur et architecte florentin et Boccaccino, peintre de Crémone
- Baldassare Peruzzi, peintre et architecte siennois
- Giovan Francesco Penni ou Giovanni Francesco, dit il Fattore’’, peintre florentin, et Pellegrino da Modana, peintre émilien
- Andrea del Sarto, peintre florentin
- Madonna Properzia de’ Rossi, sculptrice bolonaise, avec Plautilla Nelli, Lucrezia Quistelli della Mirandola (en) et Sofonisba Anguissola
- Alfonso Lombardi, Michelagnolo da Siena (Fra'Giovanni'Agnolo Montorsoli), Girolamo Santacroce, sculpteurs et Dosso Dossi and Battista Dossi peintres
- Giovanni Antonio Licinio da Pordenone et autres peintres du Frioul
- Giovanni Antonio Sogliani, peintre florentin
- Girolamo da Trevigni, peintre
- Pulidoro da Caravaggio et Maturino Fiorentino, peintres
- Rosso Fiorentino, peintre florentin
- Bartolommeo Ramenghi da Bagnacavallo et autres peintres de Romagne
- Francia Bigio, peintre florentin
- Morto da Feltro et Andrea di Cosimo, de Feltre
- Marco Calavrese, peintre
- Francesco Mazzuoli, peintre parmesan
- Iacopo Palma (Palma le Vieux) et Lorenzo Lotto, peintres vénitiens
- Fra Giocondo et autres peintres véronais
- Francesco Bonsignori, peintre véronais
- Falconetto, architecte véronais
- Francesco e Girolamo dai Libri, peintres e miniaturistes véronais
- Francesco Granacci, peintre florentin
- Baccio d'Agnolo, architecte florentin
- Valerio Vincentino, Giovanni da Caster Bolognese, Matteo dal Nasaro Veronese et autres ciseleurs de camées et de bijoux.
- Plautilla Nelli, peintre florentine
- Marcantonio Bolognese, et autres graveurs d'estampes
- Antonio da Sangallo, architecte florentin
- Giulio Romano, peintre romain
- Sebastian Viniziano frère maître des plombs, peintre vénitien
- Perino del Vaga, peintre florentin
- Domenico Beccafumi, peintre et maître du genre siennois
- Giovanni'Antonio Lappoli, peintre arétin
- Niccolò Soggi, peintre toscan
- Niccolò, ou Niccolò dei Pericoli dit il Tribolo, sculpteur et architecte florentin
- Pierino da Vinci, sculpteur toscan, neveu de Léonard
- Baccio Bandinelli, sculpteur florentin
- Giuliano Bugiardini, peintre florentin
- Baccio Bandinelli, sculpteur florentin
- Cristofano Gherardi dit Doceno dal Borgo San Sepolcro, peintre arétin
- Jacopo da Pontormo, peintre florentin
- Simone Mosca, sculpteur et architecte florentin
- Girolamo et Bartolomeo Genga et Giovanbatista San Marino père de Girolamo, peintres et architectes marchisans
- Michele San Michele, architecte véronais
- Giovannatonio, dit il Sodoma, peintre piémontais
- Bastiano dit Aristotile da San Gallo, peintre et architecte florentin
- Benedetto Garofalo et Girolamo da Carpi, peintres ferrarais et autres Lombards
- Ridolfo, Davit et Benedetto Grillandai, peintres florentins
- Giovanni da Udine, peintre frioulan
- Battista Franco, peintre vénitien
- Francesco Rustichi, sculpteur et architecte florentin
- Fra'Giovanni'Agnolo Montorsoli, sculpteur florentin
- Francesco de' Salviati, peintre florentin
- Daniello Ricciarelli da Volterra, peintre et sculpteur
- Taddeo Zucchero de Sant'Angelo in Vado, peintre marchisan
- Michelangelo Buonarroti, peintre, sculpteur, poète et architecte florentin
- Descriptions des œuvres de Francesco Primaticcio de Bologne, peintre et architecte
- Descriptions des œuvres de Tiziano de Cadore, peintre vénitien
- Descriptions des œuvres de Iacopo Sansavino, sculpteur florentin
- De Lione arétin et d'autres sculpteurs et architectes
- De Don Giulio Clovio miniaturiste
- (De divers artistes italiens et flamands)
- Des membres de l'Accademia del Disegno, peintres, sculpteurs et architectes, et de leurs œuvres, et en premier de Bronzino
- (Description des décors réalisés pour les noces de Don Francesco dei Medici et de Giovanna d'Austria)
- Descriptions des œuvres de Giorgio Vasari, peintre et architecte arétin
- L'auteur aux artistes du dessin

## Réception
Les Vies ont été immédiatement un très grand succès d’édition et l'ouvrage a été maintes fois traduit et imité. Elles sont toujours disponibles en librairie dans des éditions bon marché. Cependant certains auteurs ont accusé Vasari de chauvinisme. Dans la préface de son Abrégé de la vie des plus fameux peintres, Antoine-Joseph Dézallier parle des « exagérations de Vasari » et l’accuse de partialité envers les Toscans.

## Analyse
Vasari fait appel à de multiples sources d'informations, et en particulier, à la littérature des guides et répertoires énumérant et décrivant les œuvres d'art notables des églises et des palais ; il se sert également des anecdotes retrouvées ici et là, jusqu'à en faire la base vivante d'une histoire dont le récit coloré échappe à l'énumération morne et répétitive. L'anecdote et la « petite histoire » s'intègrent dans une conception très forte de l'histoire et de son développement : la théorie de l'art est formulée dans les différentes introduction aux trois parties des Vies. L'ouvrage constitue ainsi la plus brillante et la plus approfondie des synthèses de l'histoire de l'art italien du XIVe au XVIe siècle, justifiant, dans une large mesure son influence.
L'auteur y exalte cependant systématiquement l'art florentin, sous couvert d'une histoire générale et italienne. Son influence est renforcé par le caractère souvent bien plus « patriotique » des histoires de l'art qui tendent à lui répliquer, à Venise et ailleurs.

### Gravure
Dans l'édition de 1568, Vasari ajoute un chapitre consacré à la « Vie de Marcantonio Raimondi de Bologne et autres graveurs » qui constitue une sorte de première histoire de la gravure, depuis ses origines jusqu'à sa diffusion aussi bien au sud qu'au nord des Alpes. Le sujet est d'une importance telle pour Vasari qu'il accepte de déroger au parti pris général de son œuvre, jusque-là exclusivement consacrée aux artistes italiens.

## Éditions

### Éditions italiennes
- Édition de 1550, dite édition « torrentiniana » : Le vite de’ più eccellenti architetti, pittori, et scultori italiani, da Cimabue insino a’ tempi nostri, descritte in lingua toscana, tome 1 (introduction, partie 1 et 2) et tome 2 (partie 3) sur Gallica (en toscan).
- Édition de 1568, dite édition « giuntina » : Le Vite de' più eccellenti Pittori, Scultori, e Architettori, Scritte, e di nuovo Ampliate da M. Giorgio Vasari Pit. e Archit. Aretino parties 1 et 2, partie 3/1 et partie 3/2 (version texte) (qui contient aussi un essai de Giovanni Battista Adriani sur les arts antiques)
- Giorgio Vasari, Le Vite de' piu eccellenti pittori, scultori et architetti. In questa nuova edizione diligentemente riviste  ricorrette accresciute d'alcuni ritratti, & arricchite di postille nel margine con note Carlo Manolessi, t. Parte prima, e seconda, Bologne, Evangelista Dozza, 1647 (lire en ligne), t. Parte terza, primo volume, 1648, t. Parte terza, secondo volume, 1648
- Giorgio Vasari, Vite de' piu eccellenti pittori scultori e architetti : scritte da Giorgio Vasari... corrette da molti errori e illustrate con note Giovanni Bottari, t. Primo, Rome, Per Niccolo' e Marco Pagliarini, 1759 (lire en ligne), t. Secondo, 1759, t. Terzo, 1760
- Giorgio Vasari. Vite de' più eccellenti pittori scultori ed architetti. Edizione arricchita di note oltre quelle dell'edizione illustrata di Roma. Marco Coltellini, Livourne (1767-1772) (en ligne).
- Le Opere di Giorgio Vasari, con nuove annotazioni e commenti di Gaetano Milanesi, Florence, G. C. Sansoni, 1878-1885 [1re éd. 1846-1870] (9 vol.) (en ligne).

### Éditions françaises
- Vies des peintres, sculpteurs et architectes de Giorgio Vasari de Léopold Leclanché (trad.) et Philippe-Auguste Jeanron (éd.), 10 volumes, Paris, Just Tessier, 1839-1841 - en ligne dans le fonds INHA et sur Wikisource.
- Les Vies des meilleurs peintres, sculpteurs et architectes, traduction française et édition commentée sous la direction d'André Chastel, Paris, Berger-Levrault, collection Arts, 12 volumes (1981-1989).
- Les Vies des meilleurs peintres, sculpteurs et architectes d'André Chastel. Réédition, Actes Sud, collection « Thesaurus », 2 vol. (2005)  (ISBN 2-74275-769-4)
- Vies d'artistes de Giorgio Vasari (édition bilingue, français-italien), traduction de Gérard Luciani (2002)
- Vies des artistes, Giorgio Vasari, Les Cahiers Rouges, Grasset, 2007 (d'après la traduction de Léopold Leclanché) - Tomes IX et X en ligne sur archive.org
- Vies des artistes, Giorgio Vasari, Éditions Citadelle & Mazenod, 450 ill., 2010, -  (ISBN 978-2850883149) (d'après la traduction de Léopold Leclanché, seulement 35 « Vies » sont traitées, parmi les plus célèbres).

### Éditions allemandes
- Giorgio Vasari, Lebensbeschreibungen der berühmtesten Maler, Bildhauer und Architekten, de Alessandro Nova Berlin (2004)